# Pirates de Shreveport
Les Pirates de Shreveport sont une ancienne formation de la Ligue canadienne de football basée à Shreveport (Louisiane) aux États-Unis et qui a joué durant deux saisons, 1994 et 1995. Durant leurs deux saisons d'opération, les Pirates ont conservé une fiche de huit victoires et 28 défaites, terminant chaque fois au dernier rang de leur division.

## Fondation
Bernard Glieberman (en) et son fils Lonnie étaient propriétaires des Rough Riders d'Ottawa, aussi de la Ligue canadienne de football, depuis 1991. Ils parlaient de déménager cette franchise déficitaire vers les États-Unis. Plutôt que d'accepter un tel déménagement, la LCF décide d'autoriser pour les Glieberman une nouvelle franchise localisée à Shreveport, et de relancer la franchise d'Ottawa avec un nouveau propriétaire. 

## Saison 1994
Jouant dans la division Est, les Pirates ont connu une série de 14 défaites de suite avant de remporter leur première victoire le 16 octobre. Malgré cela, la moyenne d'assistance pour les parties à domicile était de 17 871 spectateurs, la seconde plus élevée des équipes américaines après les Stallions de Baltimore. Les Pirates ont fini la saison avec trois victoires et 15 défaites, la pire fiche de la LCF. Le demi offensif Martin Patton a marqué huit touchés par la course tandis que le demi défensif Joe Fuller a réussi huit interception. 

## Saison 1995
Jouant maintenant dans la nouvelle division Sud, Les Pirates ont connu une seconde saison à peine meilleure que la première, avec cinq victoires et 13 défaites. Leur quart-arrière régulier est maintenant Billy Tolliver, qui a joué plusieurs années dans la NFL. Martin Patton connait encore une bonne saison, et Curtis Mayfield, arrivé du Posse de Las Vegas, est le meilleur receveur de passes du club avec 58 réceptions. 

## Dissolution
Après deux saisons, les propriétaires de l'équipe ont essayé de déménager l'équipe à Norfolk en Virginie, mais les dirigeants locaux cessèrent d'être intéressés quand il fut découvert que les Pirates étaient fortement endettés et faisaient l'objet de poursuites en Louisiane. À la fin de 1995, un groupe d'investisseurs tenta d'acheter les Barracudas de Birmingham et de les déménager à Shreveport, mais cet effort fut vain car le 2 février 1996 la Ligue canadienne de football décida de mettre un terme à son aventure américaine en annulant les franchises de quatre des équipes localisées aux États-Unis et en déménageant la cinquième de Baltimore à Montréal.